# Jean-Paul Brunet
Jean-Paul Brunet (n. 1938) es un historiador francés, dedicado al estudio de la historia contemporánea de Francia.

## Biografía

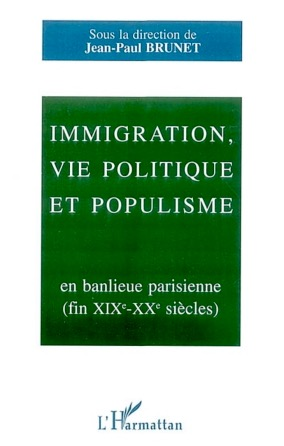
Immigration, vie politique et populisme en banlieue parisienne (fin XIXe-XXe siècles) (1995)

Nacido en 1938, está especializado en el estudio de la política y la sociedad de Francia.
Es autor de obras como L'enfance du Parti communiste (1920-1938) (Presses universitaires de France, 1972), Saint-Denis la ville rouge. Socialisme et communisme en banlieue ouvrière, 1890-1939 (Hachette, 1980), Un demi-siècle d'action municipale à Saint-Denis la Rouge, 1890-1939 (Editions Cujas, 1981), Jacques Doriot. Du communisme au fascisme (Balland, 1986), La police de l'ombre. Indicateurs et provocateurs dans la France contemporaine (Le Seuil, 1990), Gaston Monnerville. Le républicain qui défia de Gaulle (Albin Michel, 1997), Police contre FLN. Le drame d'octobre 1961 (Flammarion, 1999) o Charonne, lumières sur une tragédie (Flammarion, 2003), entre otras. Brunet sostiene que en la masacre de París de 1961 solo fallecieron a lo sumo 30-50 personas.